# أكسل أيرو

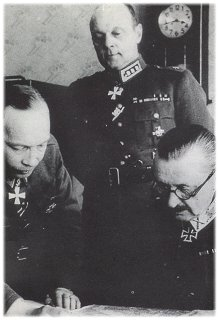
أكسل أيرو (يساراً)، مع ك.غ.إ مانرهايم (يميناً) وإريك هاينريشس

أكسل أيرو (Aksel Airo؛ توركو، 1898 - 1985) جنرال فنلندي، يعتبر المخطط الاستراتيجي الرئيسي خلال حرب الشتاء وحرب الاستمرار. كان بمثابة القائد الثاني في قيادة الجيش الفنلندي تحت قيادة المارشال كارل غوستاف إميل مانرهايم.
أيـّد في شبابه الاستقلال الفنلندي. غير والده لقب العائلة السويدي الأصلي من يوهانسون إلى أيرو (بالفنلندية تعني «مجذاف»).
خلال الحرب الأهلية الفنلندية (1918)، خدم أيرو في المدفعية على الجانب الأبيض، شارك في معارك قرب فيبوري. في نهاية الحرب أصبح برتبة ملازم. بعد ذلك تدرب كضابط في مدرسة لابينرنتا للمدفعية ورعته مدرسة سان سير العسكرية الخاصة الفرنسية في عام 1920. في عام 1921 تم قبوله في مدرسة الحرب الفرنسية العليا لتدريب ضباط، وتخرج منها نقيباً في عام 1923، في سن ال 27. دعاه مانرهايم للانضمام لمجلس الدفاع الفنلندي كسكرتير.
ارتقى أيرو بسرعة عبر الرتب، ويرجع ذلك أساساً لحاجة فنلندا المستقلة حديثاً لضباط مناسبين لجيشها الوليد. إلا أنه واجه بعض التحديات المهنية لأنه لم يكن ضابط يآكري ألماني التدريب، ولم يتدرب أي من الضباظ في جيش القيصري خلال الحكم الروسي. ومع ذلك، أصبح عقيداً في عام 1930.
في بداية حرب الشتاء، عـَين مانرهايم أيرو جنرال إمدادات، تمت ترقيته إلى رتبة لواء، وبعد عامين إلى رتبة فريق. يوم 18 نوفمبر 1944، جعل المارشال مانرهايم منه فارس صليب مانرهايم في ترتيب نياشين صليب الحرية.
كان أيرو في مقر قيادة ميكيلي خلال الحرب ونادراً ما توجه إلى الميدان. كان مسؤولا عن التخطيط العملياتي وتقدم العمليات، أو، كما زعم هو قائلاً «كان المارشال يقود الحرب، لكنني كنت أقود المعارك». كان لديهما الكثير من الخلافات في الرأي لكنهما تمكنا من العمل معاً بشكل جيد.
بعد حرب الاستمرار، مع هيمنة الشيوعية عليه آنذاك ألقى فالبو (الشرطة الحكومية الفنلندية) القبض عليه بزعم تورطه في ما سـُمي قضية مخبأ الأسلحة. فسـُجن 1945-1948 دون أن يحكم عليه، حتى أطلق الرئيس يوهو كوستي بآسيكيفي سراحه. بعد ذلك لم يقل إلا القليل عن هذه القضية حتى لـُقـّب ب«الجنرال الصامت». إعفاءه الرئيس من مهامه مغ إذن خاص بارتداء الزي العسكري.
في وقت لاحق من حياته، أصبح أيرو برلمانياً عن حزب الائتلاف الوطني وناخباً رئاسياً. خلافا للكثير من معاصريه لم يكتب مذكراته عن تجاربته في الحرب. وفي عام 1982 كرم الرئيس ماونو كويفيستو أيرو بعضوية وسام الوردة البيضاء الفنلندي. توفي في عام 1985 بمنزله الريفي.

## وصلات خارجية
- متحف مقر ميكيلي حول أيرو